# 25e législature de la Chambre des représentants de Thaïlande
24 mai 2019 - 20 mars 2023
(3 ans, 9 mois et 24 jours)
Assemblée nationale législative de 2014 26e législature
Sappaya-Sapasathan
La 25e législature de la Chambre des représentants de Thaïlande (thaï : สภาผู้แทนราษฎร ชุดที่ 25) est une législature de l'Assemblée nationale thaïlandaise, parlement bicaméral du pays, s'ouvrant le 24 mai 2019, faisant suite à l'élection législative du 24 mars. Elle signe un nouveau cycle parlementaire depuis la fin de la 24e législature et le coup d'État de 2014, où l'Assemblée nationale législative remplaçait alors la Chambre des représentants et le Sénat.
Elle est dissoute le 20 mars 2023, convoquant ainsi des élections anticipées pour le 7 mai de la même année.

## Bureau

### Présidence
| Portrait | Fonction               | Nom                | Parti | Parti |
| -------- | ---------------------- | ------------------ | ----- | ----- |
|          | Président              | Chuan Likphai      |       | DEM   |
|          | Premier vice-président | Suchart Tancharoen |       | PPR   |
|          | Second vice-président  | Suphachai Phosu    |       | FT    |

#### Élection du président de la Chambre des représentants
L'élection se tient le 25 mai 2019.
| Candidat    | Candidat           | Groupe      | 1er tour |
| Candidat    | Candidat           | Groupe      | Voix     |
| ----------- | ------------------ | ----------- | -------- |
|             | Chuan Likphai      | DEM         | 258      |
|             | Sompong Amornwiwat | PT          | 235      |
|             |                    |             |          |
| Votants     | Votants            | Votants     | 496      |
| Exprimés    | Exprimés           | Exprimés    | 496      |
| Blancs/nuls | Blancs/nuls        | Blancs/nuls | 1        |

#### Élection du premier vice-président de la Chambre des représentants
L'élection se tient le 26 mai 2019.
| Candidat    | Candidat              | Groupe      | 1er tour |
| Candidat    | Candidat              | Groupe      | Voix     |
| ----------- | --------------------- | ----------- | -------- |
|             | Suchart Tancharoen    | PPR         | 248      |
|             | Yaowalak Wongpraparat | NA          | 246      |
|             |                       |             |          |
| Votants     | Votants               | Votants     | 494      |
| Exprimés    | Exprimés              | Exprimés    | 494      |
| Blancs/nuls | Blancs/nuls           | Blancs/nuls | 0        |

#### Élection du second vice-président de la Chambre des représentants
Comme pour celle du premier vice-président, elle se tient le 26 mai 2019.
| Candidat    | Candidat           | Groupe      | 1er tour |
| Candidat    | Candidat           | Groupe      | Voix     |
| ----------- | ------------------ | ----------- | -------- |
|             | Suphachai Phosu    | FT          | 256      |
|             | Prasong Buranphong | PLT         | 239      |
|             |                    |             |          |
| Votants     | Votants            | Votants     | 495      |
| Exprimés    | Exprimés           | Exprimés    | 495      |
| Blancs/nuls | Blancs/nuls        | Blancs/nuls | 0        |

### Opposition
| Portrait                                                | Fonction             | Nom                | Parti                                                      | Parti     | Dates (Durée)                                              |
| ------------------------------------------------------- | -------------------- | ------------------ | ---------------------------------------------------------- | --------- | ---------------------------------------------------------- |
|                                                         | Chef de l'opposition | Sompong Amornwiwat |                                                            | Pheu Thai | 17 août 2019 - 26 septembre 2020 (1 an, 1 mois et 9 jours) |
| 6 décembre 2020 - 28 octobre 2021 (10 mois et 22 jours) | Chef de l'opposition | Sompong Amornwiwat |                                                            | Pheu Thai |                                                            |
|                                                         | Chef de l'opposition | Chonlanan Srikaew  | 23 décembre 2021 - 20 mars 2023 (1 an, 2 mois et 25 jours) | Pheu Thai |                                                            |

## Composition de l'exécutif

### Élection du Premier ministre par l'Assemblée nationale
Pour former un gouvernement, le chef du parti arrivé en tête lors des élections peut se présenter comme candidat au poste de Premier ministre à l'Assemblée nationale thaïlandaise. Les candidats peuvent ne pas nécessairement être chefs de leurs partis respectifs. D'autres partis peuvent aussi présenter leurs propres candidats.
Pour la 25e législature, l'élection (ou la confirmation) du Premier ministre se tient le 5 juin 2019. Depuis l'entrée en vigueur de la Constitution de 2017, cette élection se fait désormais avec les voix habituels de la Chambre des représentants mais aussi avec ceux du Sénat, composé de 250 sièges. Il faut parvenir à une majorité de 375 voix.

#### Prayut Chan-o-cha / Thanathorn Juangroongruangkit
|                    |  |                                |
| Prayut Chan-o-cha. |  | Thanathorn Juangroongruangkit. |

Deux noms sont présentés lors de la session du 5 juin 2019 portant examen et approbation une personne digne d'être nommé Premier ministre, conformément à l'article 272 de la Constitution du Royaume de Thaïlande (thaï : พิจารณาให้ความเห็นชอบบุคคลซึ่งสมควรได้รับแต่งตั้งเป็นนายกรัฐมนตรี ตามมาตรา ๒๗๒ ของรัฐธรรมนูญแห่งราชอาณาจักรไทย) :
- Prayut Chan-o-cha, Premier ministre sortant, présenté par Natthaphon Teepsuwan, député de liste du parti Palang Pracharat ;
- Thanathorn Juangroongruangkit, chef du parti du Nouvel Avenir, présenté par Srinuan Bunlue, également députée du parti pour la 8e circonscription de Chiang Mai.

Thanathorn Juangroongruangkit, qui avait été élu député de liste en mars, avait été suspendu de ses fonctions sur décision de la Cour constitutionnelle, en raison d'une affaire le visant. Malgré cela, et malgré une alliance entre son parti et d'autres partis également opposés au pouvoir en place et à la coalition pro-junte, il perd face à Prayut Chan-o-cha, qui obtient la confiance du Sénat (249 voix en sa faveur) ainsi que celle de la Chambre des représentants (249 voix), ce qui lui permet de bénéficier d'une majorité absolue de 500 voix. Thanathorn Juangroongruangkit n'obtient que 244 voix, venant notamment du Pheu Thai, parti arrivé en tête de l'élection au niveau du suffrage populaire mais non en tête en termes de sièges obtenus à la Chambre, mais aussi du Parti libéral thaï ou encore du Prachachart.
| Position                                                                              | Groupe                                                                                | Groupe                                                                                | Groupe                                                                                | Groupe                                                                                | Groupe                                                                                | Groupe                                                                                | Groupe                                                                                | Groupe                                                                                | Groupe                                                                                | Groupe                                                                                | Groupe                                                                                | Groupe                                                                                | Groupe                                                                                | Groupe                                                                                | Groupe                                                                                | Groupe                                                                                | Groupe                                                                                | Groupe                                                                                | Groupe                                                                                | Groupe                                                                                | Groupe                                                                                | Groupe                                                                                | Groupe                                                                                | Groupe                                                                                | Groupe                                                                                | Groupe                                                                                | Sénat                                                                                 | Total                 |
| Position                                                                              | PT                                                                                    | PPRP                                                                                  | FWP                                                                                   | DP                                                                                    | BJT                                                                                   | TLP                                                                                   | CP                                                                                    | PCC                                                                                   | NEP                                                                                   | PCH                                                                                   | ACT                                                                                   | CPN                                                                                   | TLP                                                                                   | FCP                                                                                   | PLPT                                                                                  | TNPP                                                                                  | PRA                                                                                   | TCL                                                                                   | PTRT                                                                                  | TTPP                                                                                  | PYP                                                                                   | TPJ                                                                                   | PPR                                                                                   | PONT                                                                                  | NDP                                                                                   | NPD                                                                                   | Sénat                                                                                 | Total                 |
| ------------------------------------------------------------------------------------- | ------------------------------------------------------------------------------------- | ------------------------------------------------------------------------------------- | ------------------------------------------------------------------------------------- | ------------------------------------------------------------------------------------- | ------------------------------------------------------------------------------------- | ------------------------------------------------------------------------------------- | ------------------------------------------------------------------------------------- | ------------------------------------------------------------------------------------- | ------------------------------------------------------------------------------------- | ------------------------------------------------------------------------------------- | ------------------------------------------------------------------------------------- | ------------------------------------------------------------------------------------- | ------------------------------------------------------------------------------------- | ------------------------------------------------------------------------------------- | ------------------------------------------------------------------------------------- | ------------------------------------------------------------------------------------- | ------------------------------------------------------------------------------------- | ------------------------------------------------------------------------------------- | ------------------------------------------------------------------------------------- | ------------------------------------------------------------------------------------- | ------------------------------------------------------------------------------------- | ------------------------------------------------------------------------------------- | ------------------------------------------------------------------------------------- | ------------------------------------------------------------------------------------- | ------------------------------------------------------------------------------------- | ------------------------------------------------------------------------------------- | ------------------------------------------------------------------------------------- | --------------------- |
| Position                                                                              |                                                                                       |                                                                                       |                                                                                       |                                                                                       |                                                                                       |                                                                                       |                                                                                       |                                                                                       |                                                                                       |                                                                                       |                                                                                       |                                                                                       |                                                                                       |                                                                                       |                                                                                       |                                                                                       |                                                                                       |                                                                                       |                                                                                       |                                                                                       |                                                                                       |                                                                                       |                                                                                       |                                                                                       |                                                                                       |                                                                                       | Sénat                                                                                 | Total                 |
| PRAYUT CHAN-O-CHA                                                                     | 0                                                                                     | 116                                                                                   | 0                                                                                     | 51                                                                                    | 50                                                                                    | 0                                                                                     | 10                                                                                    | 0                                                                                     | 0                                                                                     | 0                                                                                     | 5                                                                                     | 3                                                                                     | 3                                                                                     | 2                                                                                     | 0                                                                                     | 1                                                                                     | 1                                                                                     | 1                                                                                     | 1                                                                                     | 1                                                                                     | 1                                                                                     | 1                                                                                     | 1                                                                                     | 1                                                                                     | 1                                                                                     | 1                                                                                     | 249                                                                                   | 500                   |
| THANATHORN JUANGROONGRUANGKIT                                                         | 136                                                                                   | 0                                                                                     | 79                                                                                    | 0                                                                                     | 0                                                                                     | 10                                                                                    | 0                                                                                     | 7                                                                                     | 6                                                                                     | 5                                                                                     | 0                                                                                     | 0                                                                                     | 0                                                                                     | 0                                                                                     | 1                                                                                     | 0                                                                                     | 0                                                                                     | 0                                                                                     | 0                                                                                     | 0                                                                                     | 0                                                                                     | 0                                                                                     | 0                                                                                     | 0                                                                                     | 0                                                                                     | 0                                                                                     | 0                                                                                     | 244                   |
| ABSTENTION/NON-PRÉSENT                                                                | 0                                                                                     | 0                                                                                     | 2a                                                                                    | 1b                                                                                    | 1b                                                                                    | 0                                                                                     | 0                                                                                     | 0                                                                                     | 0                                                                                     | 0                                                                                     | 0                                                                                     | 0                                                                                     | 0                                                                                     | 0                                                                                     | 0                                                                                     | 0                                                                                     | 0                                                                                     | 0                                                                                     | 0                                                                                     | 0                                                                                     | 0                                                                                     | 0                                                                                     | 0                                                                                     | 0                                                                                     | 0                                                                                     | 0                                                                                     | 1b                                                                                    | 3                     |
| Nombre de votants : 747 — Nombre de suffrages exprimés : 746 — Majorité absolue : 375 | Nombre de votants : 747 — Nombre de suffrages exprimés : 746 — Majorité absolue : 375 | Nombre de votants : 747 — Nombre de suffrages exprimés : 746 — Majorité absolue : 375 | Nombre de votants : 747 — Nombre de suffrages exprimés : 746 — Majorité absolue : 375 | Nombre de votants : 747 — Nombre de suffrages exprimés : 746 — Majorité absolue : 375 | Nombre de votants : 747 — Nombre de suffrages exprimés : 746 — Majorité absolue : 375 | Nombre de votants : 747 — Nombre de suffrages exprimés : 746 — Majorité absolue : 375 | Nombre de votants : 747 — Nombre de suffrages exprimés : 746 — Majorité absolue : 375 | Nombre de votants : 747 — Nombre de suffrages exprimés : 746 — Majorité absolue : 375 | Nombre de votants : 747 — Nombre de suffrages exprimés : 746 — Majorité absolue : 375 | Nombre de votants : 747 — Nombre de suffrages exprimés : 746 — Majorité absolue : 375 | Nombre de votants : 747 — Nombre de suffrages exprimés : 746 — Majorité absolue : 375 | Nombre de votants : 747 — Nombre de suffrages exprimés : 746 — Majorité absolue : 375 | Nombre de votants : 747 — Nombre de suffrages exprimés : 746 — Majorité absolue : 375 | Nombre de votants : 747 — Nombre de suffrages exprimés : 746 — Majorité absolue : 375 | Nombre de votants : 747 — Nombre de suffrages exprimés : 746 — Majorité absolue : 375 | Nombre de votants : 747 — Nombre de suffrages exprimés : 746 — Majorité absolue : 375 | Nombre de votants : 747 — Nombre de suffrages exprimés : 746 — Majorité absolue : 375 | Nombre de votants : 747 — Nombre de suffrages exprimés : 746 — Majorité absolue : 375 | Nombre de votants : 747 — Nombre de suffrages exprimés : 746 — Majorité absolue : 375 | Nombre de votants : 747 — Nombre de suffrages exprimés : 746 — Majorité absolue : 375 | Nombre de votants : 747 — Nombre de suffrages exprimés : 746 — Majorité absolue : 375 | Nombre de votants : 747 — Nombre de suffrages exprimés : 746 — Majorité absolue : 375 | Nombre de votants : 747 — Nombre de suffrages exprimés : 746 — Majorité absolue : 375 | Nombre de votants : 747 — Nombre de suffrages exprimés : 746 — Majorité absolue : 375 | Nombre de votants : 747 — Nombre de suffrages exprimés : 746 — Majorité absolue : 375 | Nombre de votants : 747 — Nombre de suffrages exprimés : 746 — Majorité absolue : 375 | Nombre de votants : 747 — Nombre de suffrages exprimés : 746 — Majorité absolue : 375 | Prayut Chan-o-cha élu |

a Non-présent lors de la session.
b Abstention.

### Le Premier ministre et son gouvernement
À la suite de sa confirmation en tant que Premier ministre le 5 juin 2019, Prayut Chan-o-cha est de nouveau nommé et investi Premier ministre le 9 juin. Son gouvernement est ensuite nommé et investi le lendemain.
| Gouvernement | Gouvernement | Gouvernement                       | Dates (Durée)                                              | Partis                                                                                           | Premier ministre       | Composition initiale                                     |
| ------------ | ------------ | ---------------------------------- | ---------------------------------------------------------- | ------------------------------------------------------------------------------------------------ | ---------------------- | -------------------------------------------------------- |
| 1            |              | Gouvernement Prayut Chan-o-cha (2) | 10 juillet 2019 - 20 mars 2023 (3 ans, 8 mois et 10 jours) | PPRP, DP, BJT, CP, ACT, CPN, TLP, FCP, TNPP, PRA, TCL, PTRT, TTPP, PYP, TPJ, PPR, PONT, NDP, NPD | Prayut Chan-o-cha (SE) | 5 vice-Premiers ministres 18 ministres 13 vice-ministres |

## Sièges
Une majorité de 376 voix, comprise avec celles du Sénat (250 sièges), est requise pour élire le Premier ministre, mais aussi pour amender la Constitution (où le Sénat doit, dans ce cas, obtenir 84 voix pour, soit un tiers de celui-ci). En ce qui concerne l'adoption d'un projet de loi, d'un vote sur le budget ou encore sur une motion de défiance, 251 voix sont requises.
Au 20 mars 2023, date à laquelle la législature est dissoute, 223 députés soutenaient le gouvernement, et 187 députés s'opposaient à celui-ci. Sur un total de 500 sièges, 410 sont occupés et 90 sont vacantes.
| Groupe           | Groupe                           | Sièges | Position              |
| ---------------- | -------------------------------- | ------ | --------------------- |
|                  | Pheu Thai                        | 118    | Opposition            |
|                  | Palang Pracharat                 | 73     | Majorité              |
|                  | Fierté thaïe                     | 63     | Minorité              |
|                  | Démocrate                        | 48     | Minorité              |
|                  | Aller de l'avant                 | 44     | Opposition            |
|                  | Développement national thaï      | 11     | Minorité              |
|                  | Libéral                          | 10     | Opposition            |
|                  | Prachachart                      | 7      | Opposition            |
|                  | Nouveau Parti économique         | 6      | Minorité              |
|                  | Pour la Nation                   | 6      | Opposition            |
|                  | Pouvoir local thaï               | 5      | Minorité              |
|                  | Coalition d'Action               | 4      | Minorité              |
|                  | Nation thaïe unie                | 3      | Minorité              |
|                  | Conservation des forêts thaïes   | 2      | Minorité              |
|                  | Pouvoir du peuple thaï           | 1      | Opposition            |
|                  | Thailand Together                | 1      | Minorité              |
|                  | Peuple progressiste              | 1      | Minorité              |
|                  | Parti civilisé thaï              | 1      | Minorité → Opposition |
|                  | Professeurs thaïs pour le peuple | 1      | Minorité              |
|                  | Nouvelle Démocratie              | 1      | Minorité              |
|                  | Palang Dharma Mai                | 1      | Minorité              |
| Vacants          | Vacants                          | 90     |                       |
| Total des sièges | Total des sièges                 | 500    |                       |

### Anciens groupes/partis sous la législature
- Parti de la Réforme du Peuple (abrégé officiellement en anglais PPR ; thaï : ประชาชนปฎิรูป). Créé le 3 octobre 2018, le parti obtient 1 seul siège de liste, celui du chef du parti, Paiboon Nititawan (th), lors de l'élection législative du 24 mars 2019. Le 5 août de la même année, il soumet une demande de dissolution de son parti à la Commission électorale[7]. Il annonce ensuite adhérer au Palang Pracharat le 22 août[8]. Prenant acte de la décision le 26 août[9], la Commission électorale dissous officiellement le parti le 3 septembre[10].
- Parti du Nouvel Avenir (officiellement en anglais Future Forward). Créé le 15 octobre 2018, le parti obtient 80 sièges (31 en circonscription, 50 en liste proportionnel) lors de l'élection législative du 24 mars 2019, mais aussi 1 siège supplémentaire lors d'une élection partielle le 26 mai, devenant ainsi la troisième force politique du pays. Lors de l'élection du Premier ministre par les deux chambres le 5 juin, Thanathorn Juangroongruangkit, chef et député de liste du parti, avait été suspendu de ses fonctions par la Cour constitutionnelle en raison d'une affaire le visant[3]. Il sera ensuite déchu de son mandat en novembre de la même année[11]. 4 députés sont ensuite exclus du parti le 16 décembre[12],[13] : pour rester parlementaire, ils adhèrent respectivement au parti du Pouvoir local thaï, au Palang Pracharat et à la Fierté thaïe, réduisant ainsi le nombre de sièges du Nouvel Avenir à 76. Le parti est ensuite dissous par la Cour constitutionnelle le 21 février 2020[14]. 55 députés du parti élus en 2019 rejoignent le parti Move Forward (anciennement le Ruam Pattana Chart Thai), tandis que d'autres adhèrent à la Fierté thaïe[15] ou au Développement national thaï[16].
- Parti populiste (officiellement abrégé en anglais PYP ; thaï : ประชานิยม). Créé le 2 mars 2018 (officiellement reconnu par la Commission électorale à partir du 7 novembre[17]), le parti obtient 1 seul siège, celui du chef du parti Yongyut Thepchamnong (th), lors de l'élection législative du 24 mars 2019. Le parti est ensuite dissous le 30 juin 2020 sur sa demande et par la décision de la Commission électorale[18]. Il rejoint ensuite le Palang Pracharat pour rester député[19].
- Parti de la Justice du Peuple thaï (officiellement en anglais Thai People Justice, abrégé officiellement TPJ ; thaï : ประชาธรรมไทย). Fondé le 7 mai 2018[20] (et reconnu officiellement par la Commission électorale le 2 novembre 2018[21]), le parti n'obtient qu'un seul siège, celui du chef du parti Pichet Satirachawan (th), lors de l'élection législative du 24 mars 2019. Le parti est ensuite dissous sur sa demande et par décision de la Commission électorale le 26 août 2021[22]. Celui-ci adhère finalement au Palang Pracharat[23].
- Parti Thai Rak Tham (officiellement abrégé TT ; thaï : ไทรักธรรม). Créé le 16 août 2013, le parti obtient 1 seul siège de liste, celui du chef du parti Peerawit Ruangluedonphak (th), lors de l'élection législative du 24 mars 2019. Le parti est ensuite dissous sur décision de la Cour constitutionnelle le 19 octobre 2022[24].
- Parti Ponlamuang Thai (officiellement abrégé en anglais PONT[25] ; thaï : พลเมืองไทย). Originellement créé le 10 août 2018 sous le nom du « Pouvoir citoyen thaï » (officiellement abrégé en anglais TCPP[26] ; thaï : พลังพลเมืองไทย), le changement de nom se fait le 10 décembre 2018 lors d'une assemblée générale. Lors de l'élection législative du 24 mars 2019, le parti remporte 1 siège de liste, celui de la première secrétaire adjointe du parti Silumpa Lertnuwat (th). Mais après son exclusion du parti le 8 février 2023 lors d'une assemblée générale, elle adhère ensuite le jour suivant à la Nation thaïe unie[27],[28]. Elle devient officiellement une députée de la Nation thaïe unie le 22 février, le Ponlamuang Thai n'a alors plus de sièges à la Chambre.

### Élections partielles
| #  | Député sortant                        | Parti/groupe | Parti/groupe | Date de fin de mandat | Circonscription           | Date de la nouvelle élection | Député élu ou réélu        | Parti/groupe | Parti/groupe | Raison                                                |
| -- | ------------------------------------- | ------------ | ------------ | --------------------- | ------------------------- | ---------------------------- | -------------------------- | ------------ | ------------ | ----------------------------------------------------- |
| 1  | Suraphon Kiatchaiyakorn (non investi) |              | PT           | 23 avril 2019         | 8e de Chiang Mai          | 26 mai 2019                  | Srinuan Bunlue             |              | NA           | Annulation de l'élection par la Commission électorale |
| 2  | Jumpita Chandrakajorn                 |              | NA           | 10 septembre 2019     | 5e de Nakhon Pathom       | 23 octobre 2019              | Phadermchai Sasomsap       |              | DNT          | Démission pour raisons de santé                       |
| 3  | Nawat Taocharoensuk                   |              | PT           | 13 novembre 2019      | 7e de Khon Kaen           | 22 décembre 2019             | Somsak Khunngen            |              | PP           | Démission par la Cour constitutionnelle               |
| 4  | Waipoj Aphonrat                       |              | PP           | 3 décembre 2019       | 2e de Kamphaeng Phet      | 23 février 2020              | Phetphum Aphonrat          |              | PP           | Démission par le Tribunal provincial de Pattaya       |
| 5  | Itthirat Chandrasurin                 |              | PT           | 7 mai 2020            | 4e de Lampang             | 20 juin 2020                 | Wattana Sitthiwang         |              | PP           | Décès pendant l'exercice de ses fonctions             |
| 6  | Krungsriwilai Suthinphueak            |              | PP           | 30 juin 2020          | 5e de Samut Prakan        | 9 août 2020                  | Krungsriwilai Suthinphueak |              | PP           | Démission par la Cour suprême                         |
| 7  | Thepthai Senphong                     |              | DP           | 27 janvier 2021       | 3e de Nakhon Si Thammarat | 7 mars 2021                  | Aranasit Srisuwan          |              | PP           | Condamnation et interdiction de politique             |
| 8  | Chumpon Chulasai                      |              | DP           | 12 décembre 2021      | 1re de Chumphon           | 16 janvier 2022              | Itsaraphong Makampai       |              | DP           | Démission par la Cour constitutionnelle               |
| 9  | Thaworn Senniam                       |              | DP           | 12 décembre 2021      | 6e de Songkhla            | 16 janvier 2022              | Supaporn Kamnerdphon       |              | DP           | Démission par la Cour constitutionnelle               |
| 10 | Sira Janeja                           |              | PP           | 22 décembre 2021      | 9e de Bangkok             | 30 janvier 2022              | Surachart Thianthong       |              | PT           | Démission par la Cour constitutionnelle               |
| 11 | Pareena Kraikupt                      |              | PP           | 7 avril 2022          | 3e de Ratchaburi          | 21 mai 2022                  | Chaithip Kamonphantip      |              | DP           | Démission par la Cour constitutionnelle               |
| 12 | Wattana Sitthiwang                    |              | NE           | 27 mai 2022           | 4e de Lampang             | 10 juillet 2022              | Detthawee Sriwichai        |              | PLT          | Démission par la Cour suprême                         |

## Sessions
- Sessions ordinaires :
  - no 1 : 22 mai – 18 septembre 2019 (3 mois et 27 jours)
  - no 2 : 1er novembre 2019 – 28 février 2020 (3 mois et 27 jours)
  - no 3 : 22 mai – 24 septembre 2020 (4 mois et 2 jours)
  - no 4 : 1er novembre 2020 – 28 février 2021 (3 mois et 27 jours)
  - no 5 : 22 mai – 18 septembre 2021 (3 mois et 27 jours)
  - no 6 : 1er novembre 2021 - 28 février 2022 (3 mois et 27 jours)
  - no 7 : 22 mai – 19 septembre 2022 (3 mois et 28 jours)
  - no 8 : 2 novembre 2022 – 28 février 2023 (3 mois et 26 jours)
- Sessions extraordinaires :
  - no 1 : 17 – 20 octobre 2019 (3 jours)
  - no 2 : 26 – 27 octobre 2020 (1 jour)
  - no 3 : 17 – 18 mars 2021 (1 jour)
  - no 4 : 7 – 8 avril 2021 (1 jour)